# Rollei 35

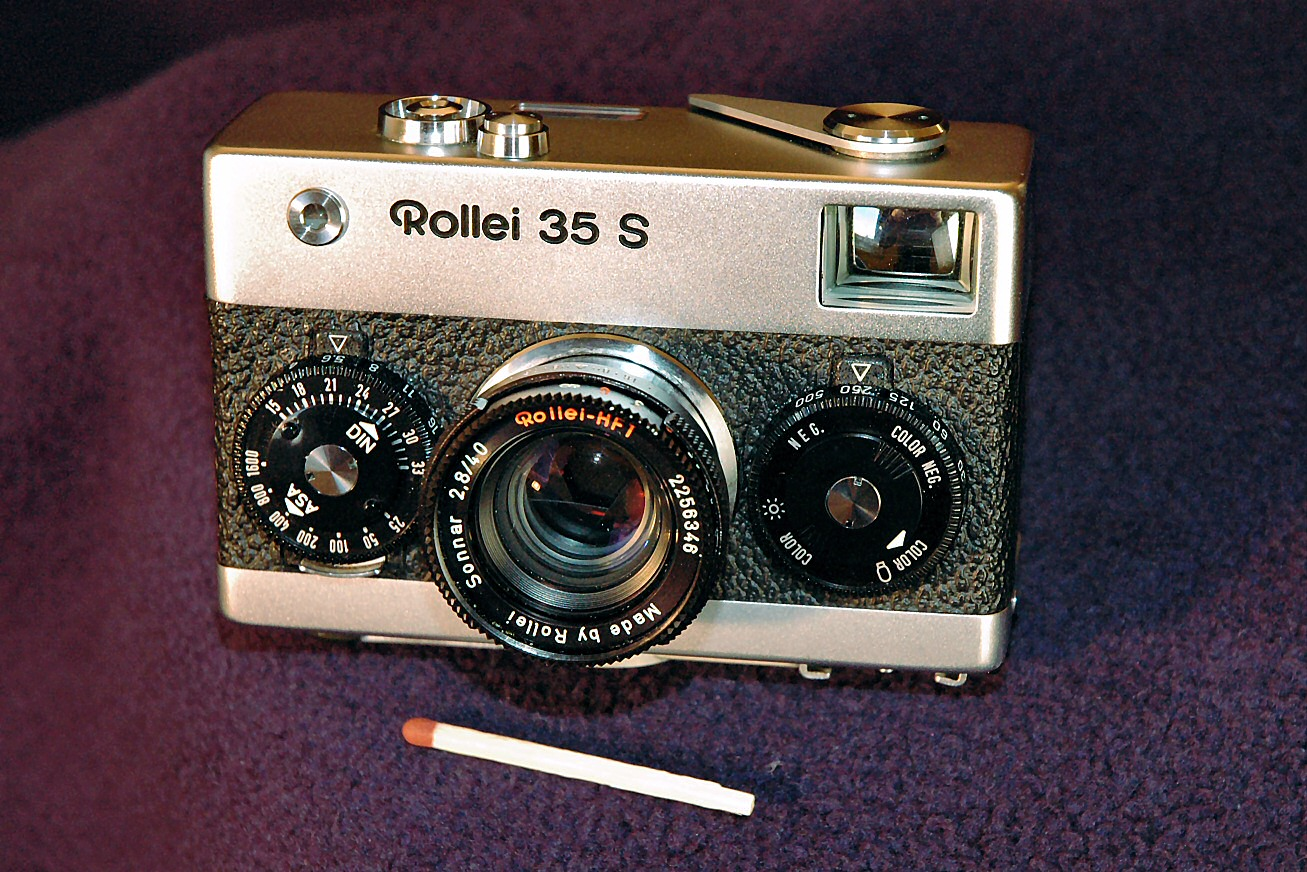
Frontansicht einer Rollei 35S

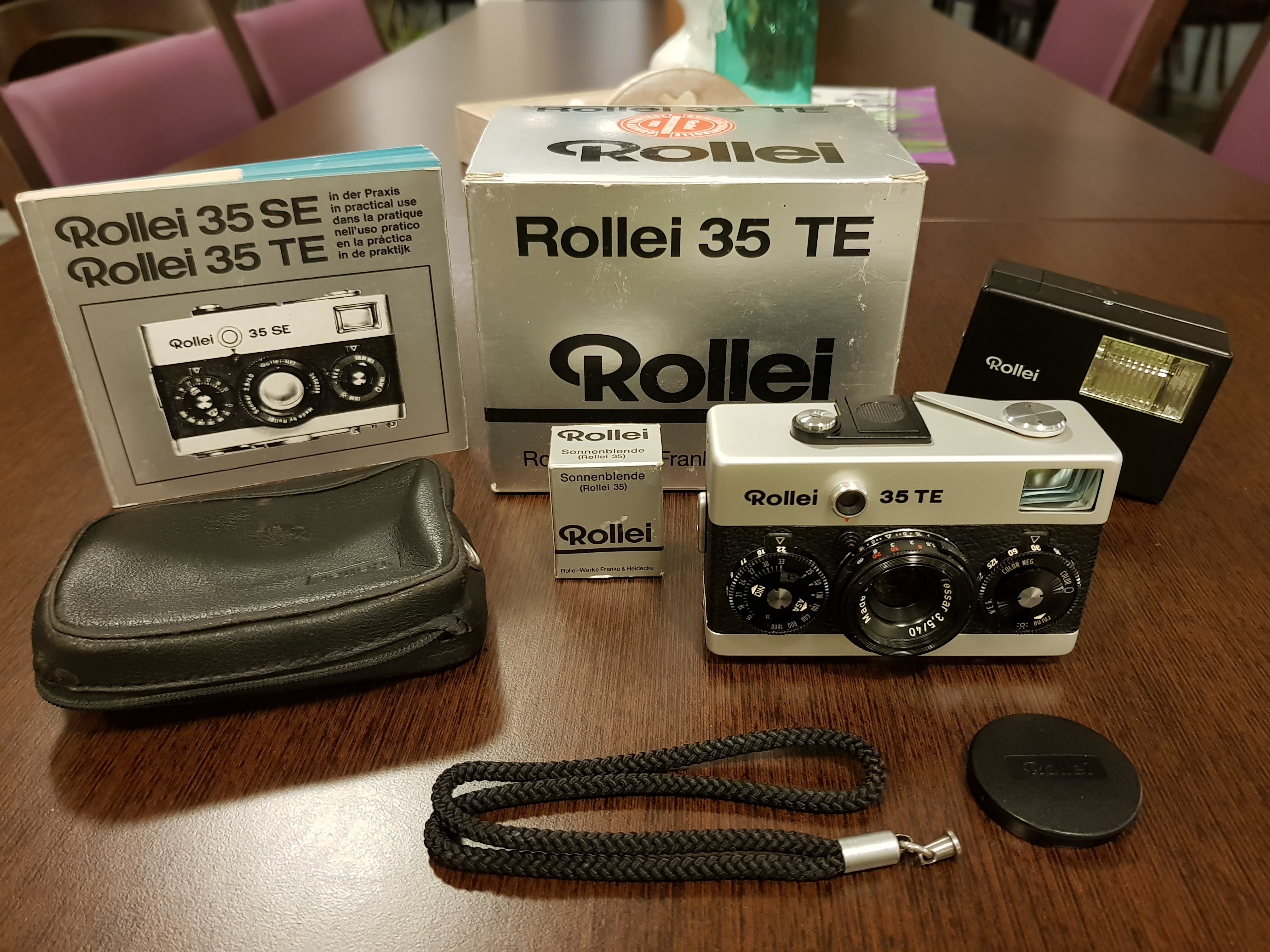
Rollei 35 TE mit Verpackung und Zubehör

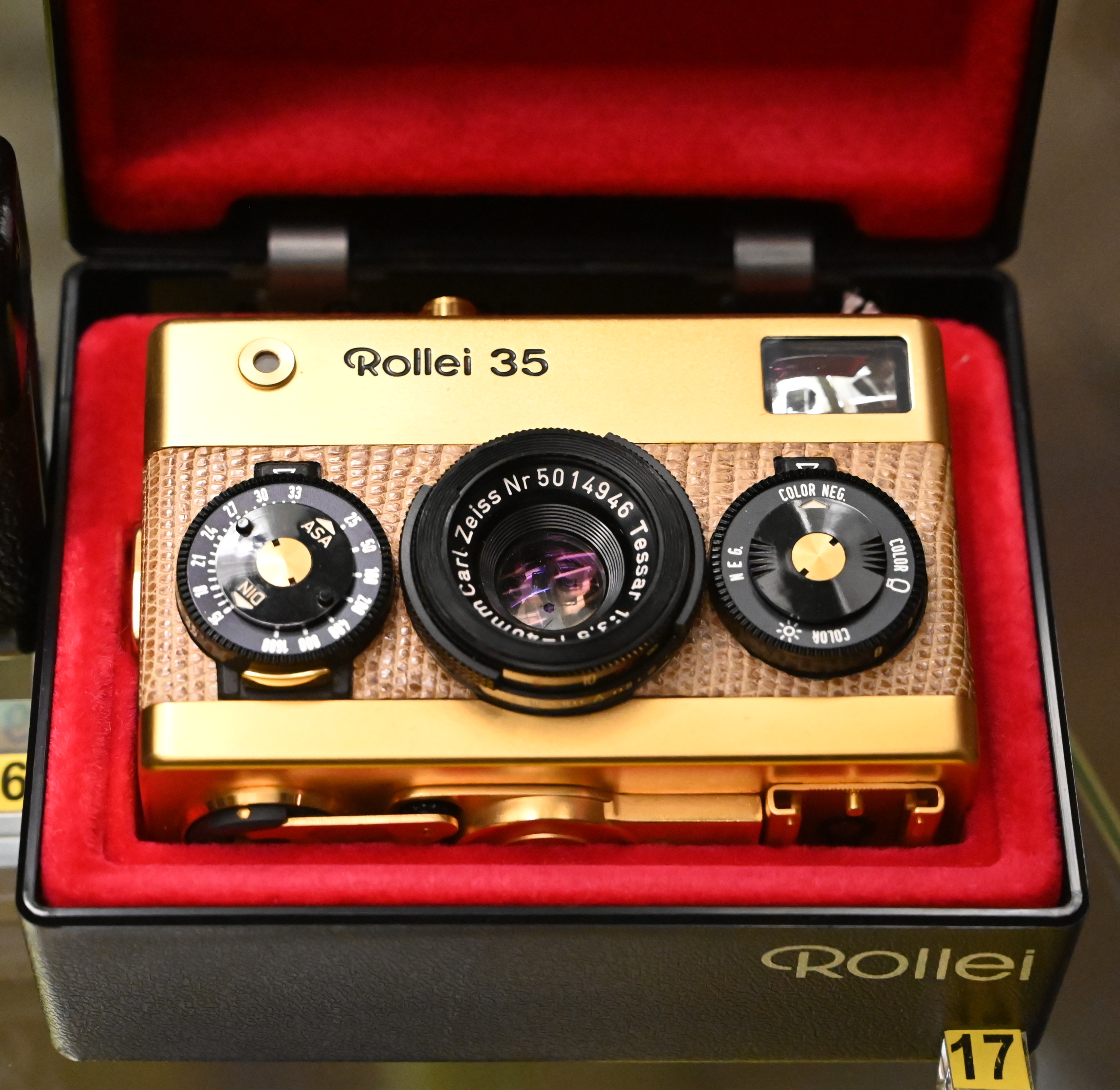
Rollei 35 S Gold „Elisabeth“ zum 50-jährigen Firmenjubiläum 1979/1980

Die Rollei 35 war bei ihrer Vorstellung die kleinste Kleinbildkamera der Welt. Sie wurde von Konstrukteur Heinz Waaske ab 1962 entwickelt. Die Produktion begann 1966 bei Rollei.
Waaske gelang es, eine Hemdentaschen-Kamera (Breite 9,7 cm × Höhe 6 cm × Tiefe 3,2 cm, ca. 375 g) zu schaffen, ohne auf den verbreiteten Kleinbildfilm samt Filmpatrone zu verzichten. Die Rollei 35 hat nur etwa ein Drittel des Volumens der Kleinbildkameras ihrer Zeit, bei vergleichbar hoher Leistung. Die Brennweite des versenkbar montierten und nicht wechselbaren Objektivs wurde aus Platzgründen auf 40 mm verkürzt, Standard war ein Normalobjektiv von 50 mm.
Sie ist bis heute die kleinste vollmechanische Kamera für 35-mm-Filmpatronen. Die 1974 vorgestellte Minox 35 ist etwa gleich groß, jedoch durch Verwendung von Kunststoff und Elektronik mit etwa 200 g wesentlich leichter. Dazu trug auch das weitere Verkürzen der Brennweite auf bis heute typische 35 mm (Weitwinkelobjektiv) bei.
In etwa 30 Produktionsjahren wurden – alle Modelle zusammengenommen – ungefähr zwei Millionen Exemplare der Rollei 35 hergestellt.

## Prototyp

### Erste Überlegungen
Als um 1960 Kleinstbildkameras für 16-mm-Film aufkamen, befand Heinz Waaske, der Chefkonstrukteur des Kameraherstellers Wirgin, dass sich die Kunden zwar eine solch kleine Kamera, nicht aber das Kleinstbildformat wünschten. Waaske hatte eine so winzig wie irgend möglich konstruierte Kamera für das volle Kleinbildformat vor Augen, also weder für 16-mm-Schmalfilm noch für das Halbformat wie beispielsweise bei der weitverbreiteten Olympus Pen. Das Gehäusevolumen sollte bei etwa einem Drittel einer Kleinbildkamera der 1960er Jahre liegen. Die Vorteile einer derartigen Konstruktion:
- Der Kleinbildfilm war im Gegensatz zu speziellen 16-mm-Patronen weltweit problemlos verfügbar. Diese Situation änderte sich erst nach 1972 mit dem extrem erfolgreichen Pocketfilm.
- Dias einer 35-mm-Kompaktkamera ließen sich gemeinsam mit jenen einer Kleinbild-Spiegelreflexkamera vorführen. Das machte sie zur idealen Zweitkamera für Fotoamateure.
- Klein- war dem Kleinstbildformat durch die größere Fläche in der Qualität überlegen.
- Bei raffinierter, allerdings technisch anspruchsvoller Konstruktion würde eine Kleinbildkamera kaum größer als eine 16-mm-Kamera ausfallen.

### Entwicklung
Waaske begann 1962 in seinem Wohnzimmer, die Teile für solch eine Kamera zu zeichnen, um sie dann im Wirgin-Modellbau fertigen zu lassen. Das Objektiv gestaltete er mit einem Gleittubus komplett versenkbar, wobei er von der schon seit der Urleica üblichen 50-mm-Brennweite abwich, um ein dünneres Gehäuse zu bekommen. Er wählte 40 mm, also ein leichtes Weitwinkel, was bis dahin vollkommen unüblich war, dann aber auch bei vielen anderen Sucherkameras vorkam. Da Waaske für eine Privatkonstruktion nicht die finanziellen Möglichkeiten hatte, eine Objektivberechnung in Auftrag zu geben, wählte er das dreilinsige Cassar ƒ3,5 mit 40 mm Brennweite von C. A. Steinheil & Söhne aus München. Da es sich um einen Zulieferer von Wirgin handelte, konnte er problemlos Muster davon bekommen. Das Cassar war das einzige käufliche Objektiv für das Format 24 mm × 36 mm mit ausreichend kleinen Abmessungen.
Das versenkbare Objektiv ließ keine herkömmlichen Verschlüsse zu, da diese einen viel zu großen Durchmesser aufwiesen. So erfand Waaske einen geteilten Verschluss: Die Lamellen befanden sich im Objektiv, waren also verschiebbar, während sich die Antriebsmechanik fest im Kameragehäuse befand. Die Verbindung zwischen den beiden Teilen übernahmen Wellen, wobei das Objektiv nur mit gespanntem Verschluss eingefahren werden konnte und die Lamellen dann auskuppelten. Für diese Konstruktion erhielt Waaske ein Patent. Darüber hinaus wich auch die besonders platzsparende Filmführung von den gängigen Konstruktionen ab.
Als Belichtungsmesser baute Waaske ein Modell mit Selenzelle von Metrawatt ein, wobei es sich ebenfalls um einen Wirgin-Zulieferer handelte. Die Belichtungssteuerung geschah per Nachführmessung; auch alle verbesserten Modelle verzichteten auf eine Belichtungsautomatik. Die kompakte Filmführung führte dazu, dass der Spannhebel an der linken und die Rückspulkurbel an der rechten Gehäuseunterseite lag – anstatt wie bei den meisten Kameras Spannhebel oben rechts und Kurbel oben links. Der Filmwechsel geschah nicht durch Öffnen einer Klappe, sondern durch Entfernen des kompletten Rückteils, wozu es sich nach unten abziehen ließ.

### Vermarktung
Dem Ergebnis maß man bei Wirgin allerdings keinerlei Bedeutung bei, da die Fotogeräteproduktion eingestellt und die Firma geschlossen werden sollte. Auch bei Leitz und Kodak zeigte man sich desinteressiert. Waaske wechselte aufgrund des bevorstehenden Firmenendes zu Rollei nach Braunschweig. Er begann dort im Januar 1965, präsentierte seinen Prototyp aufgrund der schlechten Erfahrungen aber erst im März, woraufhin der Geschäftsführer Heinrich Peesel die sofortige Serienentwicklung anordnete, mit dem Ziel, das fertige Produkt auf der Photokina 1966 vorzustellen. Peesel hatte vor seiner Zeit bei Rollei schon mit verschiedenen Leicas fotografiert, wodurch ihm die Vorzüge des Kleinbildfilms geläufig waren.

## Serienmodell

### Entwicklung

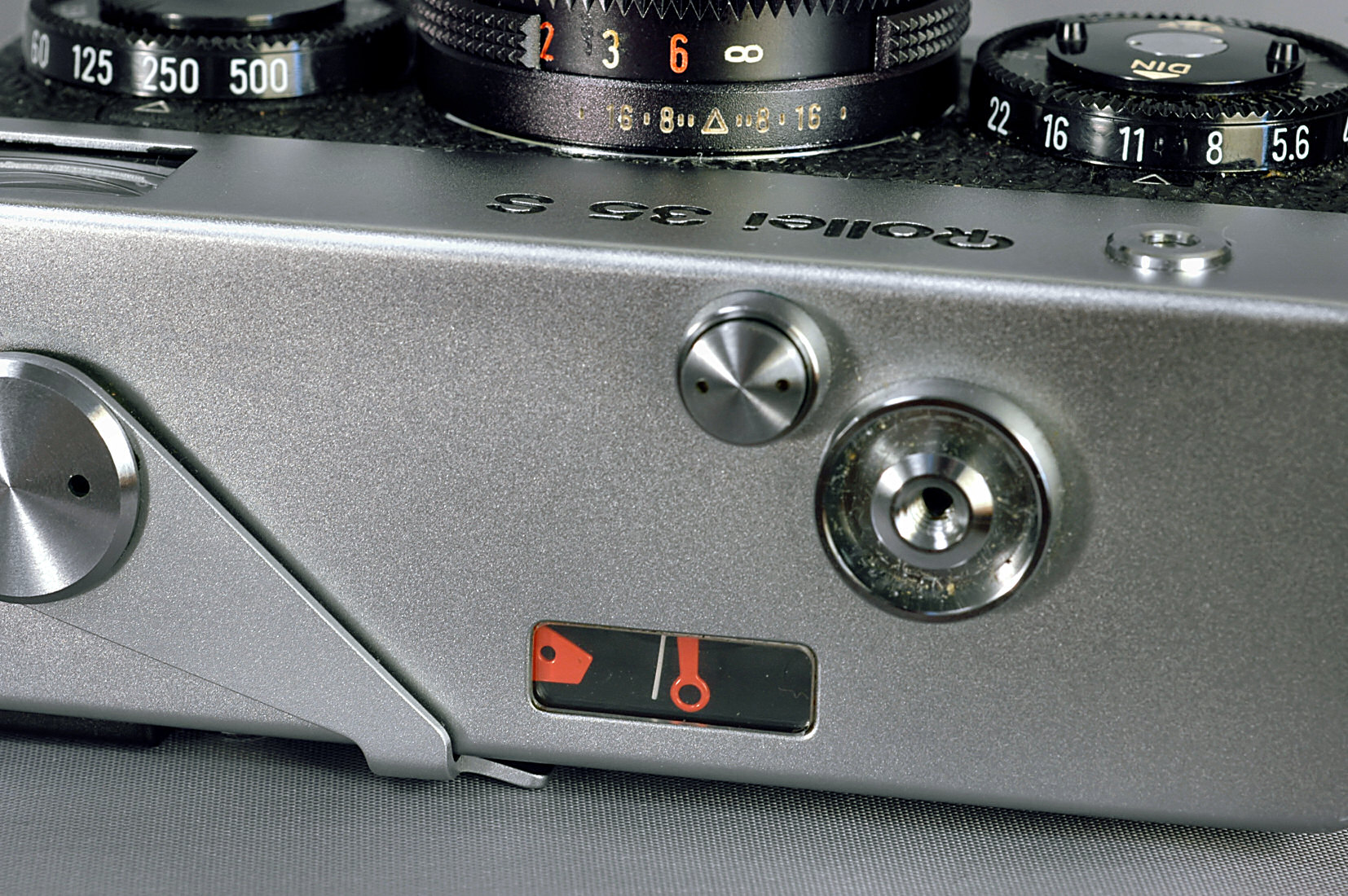
Rollei 35S, Belichtungsmesser-Anzeige

In Braunschweig musste die Kamera zuerst auf Teile der Rollei-Lieferanten umgebaut werden, denn mit Metrawatt und Steinheil unterhielt man keine Geschäftsbeziehungen. Als Objektiv sollte nun ein hochwertiges Vierlinser eingesetzt werden, wozu Zeiss den Auftrag für eine Rechnung erhielt. Lieferant des Belichtungsmessers wurde Gossen, und auch hierbei stand eine hochwertigere Lösung zur Diskussion: Im August erörterte man, ob ein Selen- (Se) oder ein Cadmiumsulfid-Belichtungsmesser (CdS) zum Einsatz kommen solle. Für die CdS-Lösung sprach das modernere Aussehen eines kleinen Lichtsensors, das robustere Messwerk und das werbewirksam zu verwendende „CdS“. Eine Selenlösung war hingegen etwa 3,50 DM günstiger und kam ohne Batterie aus. Gossen gab für beide Lösungen den gleichen Messbereich an. Schließlich entschied man sich für die moderne Lösung.
An der Formgestaltung brauchte nur wenig geändert zu werden, da Waaske mit der Anordnung des Zeit- und Blendenrades rechts und links vom Objektiv bereits unwissentlich das Aussehen der zweiäugigen Rollei aufgegriffen hatte. Der Rollei-Designer Ernst Moeckl überarbeitete aber noch das Gehäuse und änderte insbesondere den Kantenradius, damit die Kamera kleiner erschien.

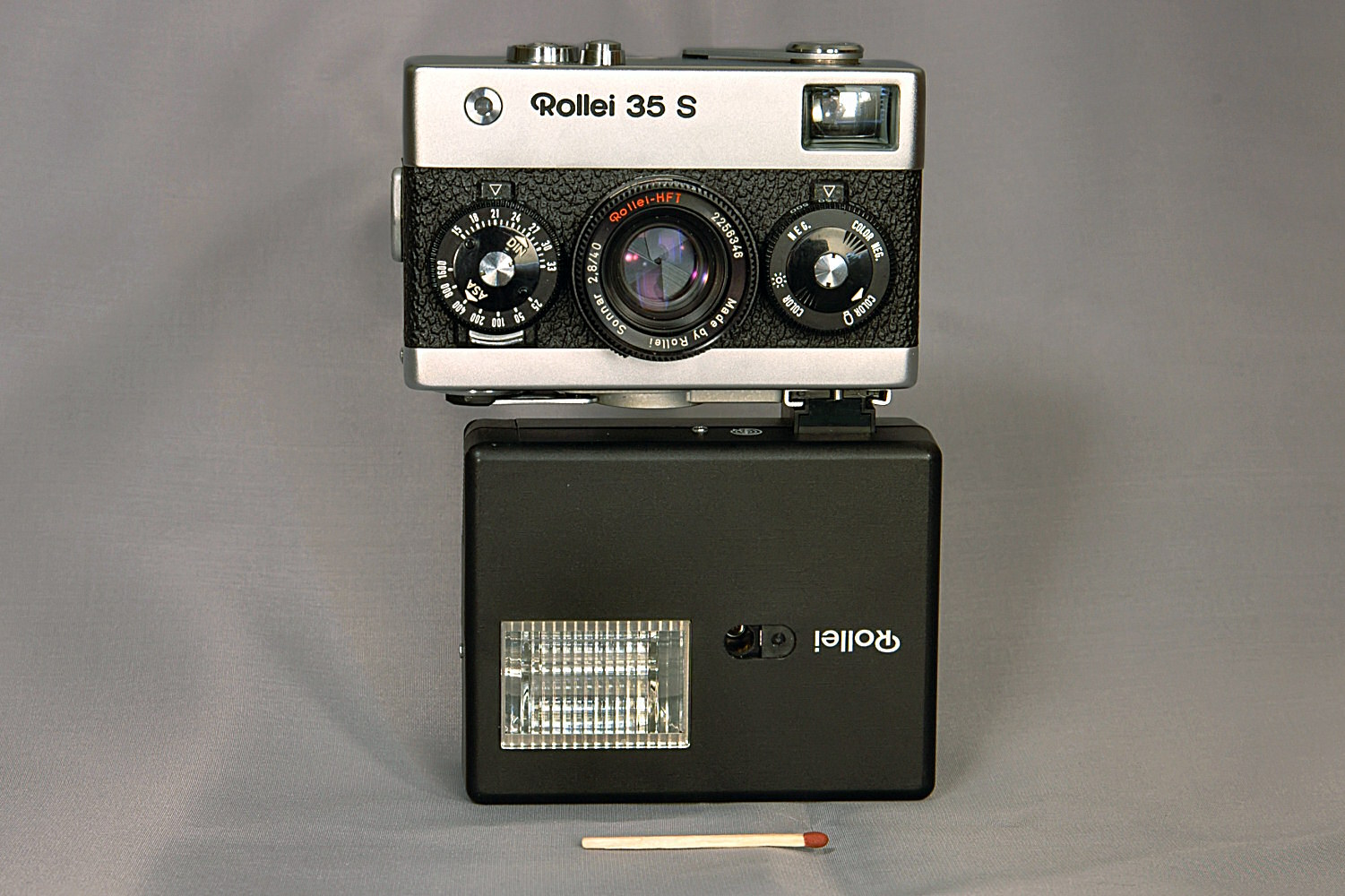
Rollei 35S mit Blitz 128BC

Im Inneren musste Platz für eine Batterie vom Typ PX 13 (PX 625) geschaffen werden, außerdem ging man vom Rückspulknopf auf eine Kurbel über und versah den Zubehörschuh mit einem Mittelkontakt für Elektronenblitze. Dieser Schuh fand seinen Platz an der Bodenplatte. An der Oberseite ließ er sich wegen des darunterliegenden Belichtungsmessers und Getriebes nicht stabil befestigen, wodurch der Gehäusedeckel bei den damals noch schweren Blitzgeräten hätte Schaden nehmen können. Für einen natürlichen Schattenwurf musste die Kamera beim Blitzen umgedreht werden, sodass der Blitz über dem Objektiv lag. Als Namen hat man zunächst an Rollei Privat gedacht und auch die ersten Entwürfe so graviert; erst im März 1966 entschied Peesel, alle Kameras nach ihrem Filmformat zu benennen, woraufhin sich die Bezeichnung Rollei 35 ergab.
Die Produktion lief im Juli 1966 mit der Nullserie an, die ersten Prospekte zeigten aber noch Kameras mit Auslöseverriegelung und Batterieprüftaste. Erstere erwies sich als überflüssig, da bei eingefahrenem Objektiv sowieso nicht ausgelöst werden konnte, Letztere ließ man aus Gründen der Zuverlässigkeit – elektrische Kontakte konnten leicht versagen – entfallen. Es hatte sich gezeigt, dass die Batteriespannung am Lebensende rapide abfiel und dadurch kaum Fehlbelichtungen vorkamen. Ebenso entfiel der Schalter für den Belichtungsmesser. Der Belichtungsmesser war immer – auch bei eingefahrenem Objektiv – eingeschaltet. In der Bereitschaftstasche sorgte die Verdunkelung dafür, dass praktisch kein Strom floss und die Batterie dadurch viele Jahre hielt.

### Produktion
Der Nullserie von 50 Stück folgten 200 Kameras als Verkaufsmuster und für Testzwecke. Ende 1966 konnten 900 reguläre Modelle gebaut werden, und 1967 lief die Produktion dann mit einer Stückzahl von 1000 monatlich an. Noch bis August trug die Rollei 35 den ungewöhnlichen Schriftzug Made in Germany by Rollei – Compur – Gossen – Zeiss, fortan nur noch Made in Germany by Rollei. Allerdings ist die genaue Anzahl von Kameras mit dieser frühen Gravur nicht gesichert, es waren wohl weit weniger als die ca. 8000 Stück, wie häufig aus dem Rollei Report Nr. 3 des Autors Prochnow zitiert wird.
Weitere Änderungen des ersten Jahres waren Kunststoff-Aufwickelspule und Rückwickellager, V-förmiger Griff an der Rückwand und Verdrehsicherung für die Filmpatrone sowie die Verwendung von Kreuz- und nicht mehr Schlitzschrauben sowie von Kräusel- anstatt von Glattlack im Inneren der Kamera. Ab September 1968 verhinderte ein spezieller Linsenkitt die bisherige UV-Durchlässigkeit des Tessars. Eine Variante mit dunkelgrüner Belederung lehnte die Verkaufsabteilung ab, denn man wollte zwei Jahre nach dem Verkaufsstart noch keine zusätzlichen Modelle ins Programm aufnehmen. Der Prototyp mit silbernen Einstellrädern aus eloxiertem Aluminium erwies sich hingegen als in der Fertigung zu teuer.
Die Rollei 35, ausgerüstet mit Carl-Zeiss-Tessar ƒ3,5; 40 mm, Compurverschluss und CdS-Belichtungsmesser, wog 1970 insgesamt 390 Gramm.

### Singapur

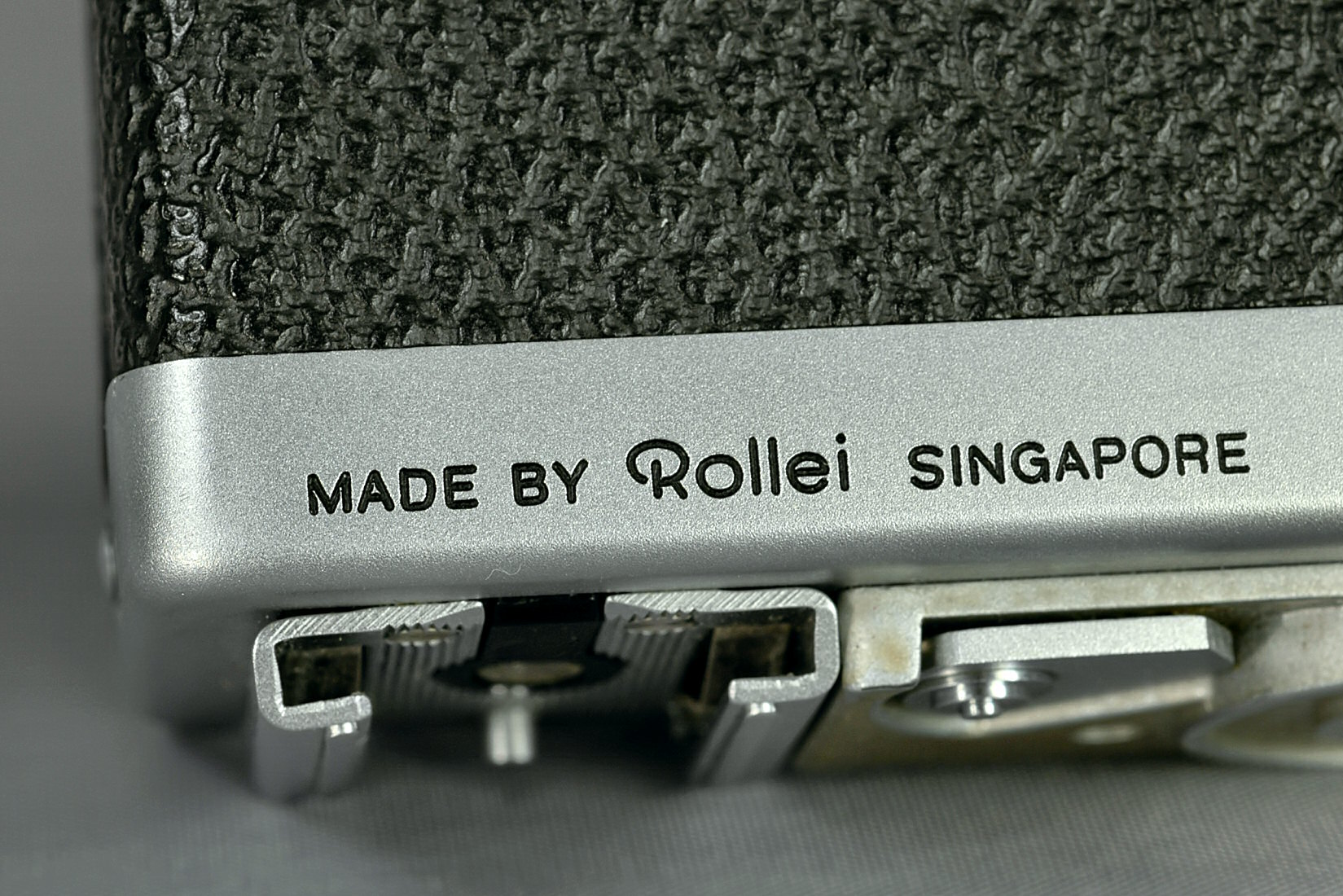
Rollei 35S, Gravur Made by Rollei Singapore

Mit Gründung von Rollei Singapur begannen die Vorbereitungen zur unverzüglichen Verlagerung der Rollei-35-Produktion. Da es in Singapur keinerlei Infrastruktur gab, mussten dort möglichst sämtliche Teile gefertigt werden, Zulieferungen waren nur aus Japan oder eben Europa möglich. Die Kameras erhielten die Gravur Made by Rollei Singapore. Nun kamen Lizenzfertigungen (Made by Rollei) anstatt der originalen Zeiss-Objektive, sowie Nissei-Belichtungsmesser und Copal-Verschlüsse (beides japanische Hersteller) zum Einsatz. Der Verkaufspreis sank durch die günstigen Lohnkosten kontinuierlich. Dies fiel allerdings nicht weiter auf, da andere Kameras ebenfalls günstiger wurden, allerdings im Gegensatz zur Rollei durch zunehmende Elektronik.

### Entfernungsmessung
Die Entfernung musste bei allen Rollei 35 geschätzt werden, man konnte allenfalls einen externen Entfernungsmesser verwenden, im Rollei-Zubehörprogramm gab es dergleichen aber nicht. Dies erschien grundsätzlich nicht ungewöhnlich, verhielt es sich doch bei den allermeisten Sucherkameras ebenso. Wollte man aber im Bereich bis etwa 5 m das besonders scharf abbildende Objektiv voll ausnutzen, empfahl sich eine präzise Einstellung. Aus diesem Grund dachte man schon um 1970 bei Rollei an eine eingebaute Messeinrichtung, für zusätzliche Teile fehlte im Gehäuse jedoch der Platz. Deswegen erinnerte man sich an den Drehkeil-Entfernungsmesser, der in der Vorkriegszeit häufiger vorkam. Dabei handelte es sich um eine am Objektiv befindliche Einrichtung. Es blieb aber bei Prototypen, die Produktionsverlagerung nach Asien ließ keine Kapazitäten für eine Serieneinführung frei, und dann geriet das Vorhaben wieder in Vergessenheit.

### Konkurrenzmodelle

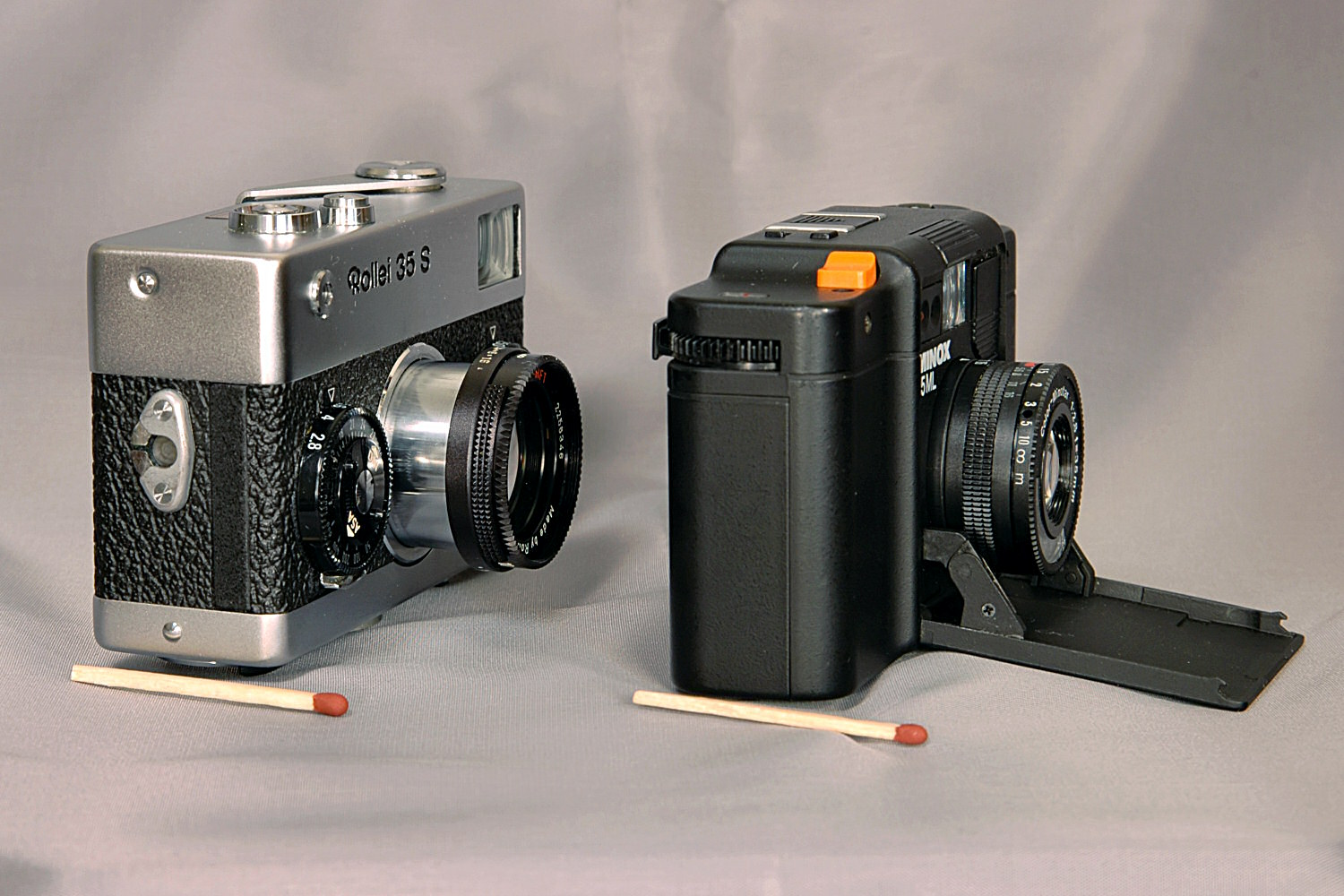
Rollei 35S und Minox 35ML, von der Seite

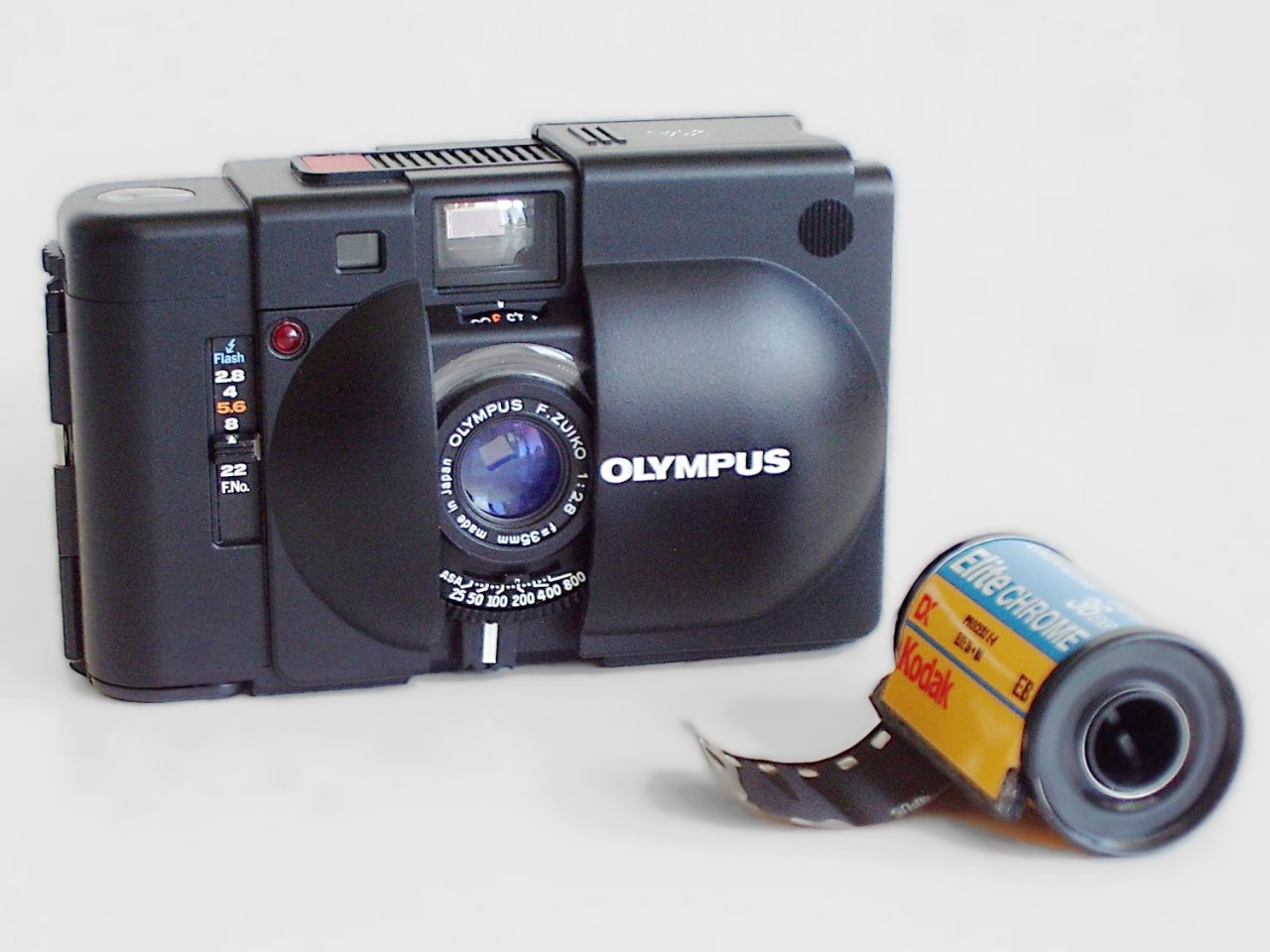
Olympus XA

Obwohl Heinz Waaske schon 1962 mit den ersten Zeichnungen begann, kam ihm kein anderer Hersteller mit einer vergleichbaren Konstruktion zuvor. Sogar nach der Markteinführung der Rollei 35 dauerte es noch lange Zeit, bis ein Konkurrenzprodukt erschien. Es waren zwar im Laufe der Zeit mit der kompakten Konica C35 und der vom Rollei-Konzept inspirierten Petri 35 ähnlich kleine japanischen Konkurrenten erwachsen, doch erst 1974 brachte Minox mit der Minox 35 EL eine nochmals geringfügig kleinere und nennenswert leichtere Kamera heraus, ebenfalls mit versenkbarem Objektiv. Minox erreichte die erneute Verkleinerung durch die fortgeschrittene Technik sowohl beim Kunststoffgehäuse als auch bei der elektronischen Verschlusssteuerung. Minox hatte aber große Probleme mit der Zuverlässigkeit, was sich erst mit der nachfolgenden GL besserte, und setzte zudem ausschließlich ein vierlinsiges Objektiv Minotar (siehe Tessar) mit ƒ2,8 ein. Demgegenüber bot Rollei mit fünf Linsen bei ƒ2,8, aber auch schon mit vier Linsen bei nur ƒ3,5 eine bessere Abbildungsleistung. Diese beiden Punkte führten dazu, dass die Rollei 35 während der gesamten 1970er Jahre treue Anhänger hatte, und das trotz des großen Erfolges der Minox 35. Erst 1979 kam mit der Olympus XA ein überlegener Konkurrent heraus. Die XA lag mit ihrer Größe zwischen Minox 35 und Rollei 35, besaß eine Zeitautomatik und einen Entfernungsmesser. Ihr sechslinsiges 35-mm-Objektiv lieferte eine ebenso einwandfreie Qualität wie jenes der Rollei.

## Weiterentwicklungen

### Rollei 35 S

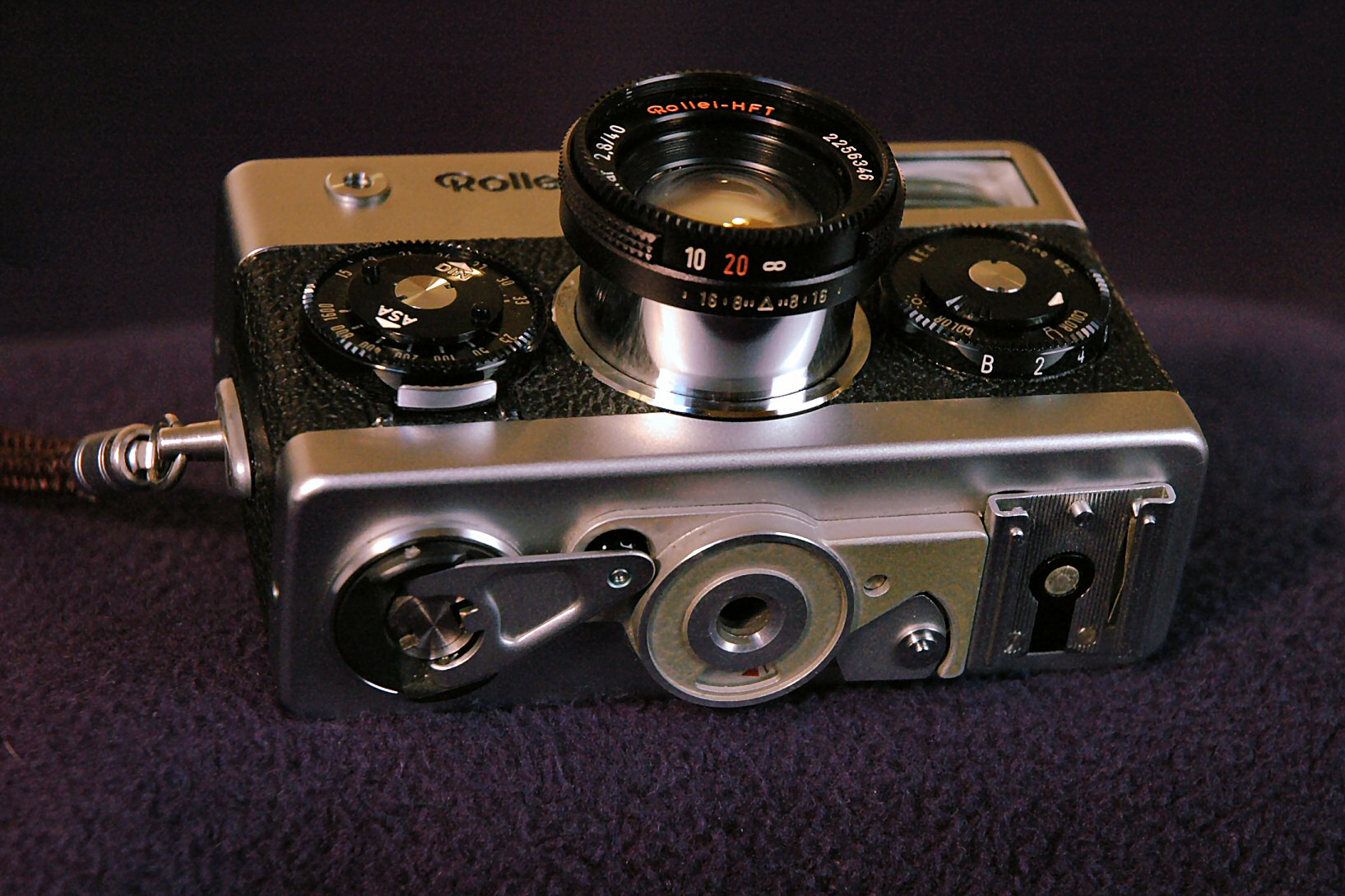
Rollei 35S, Unterseite

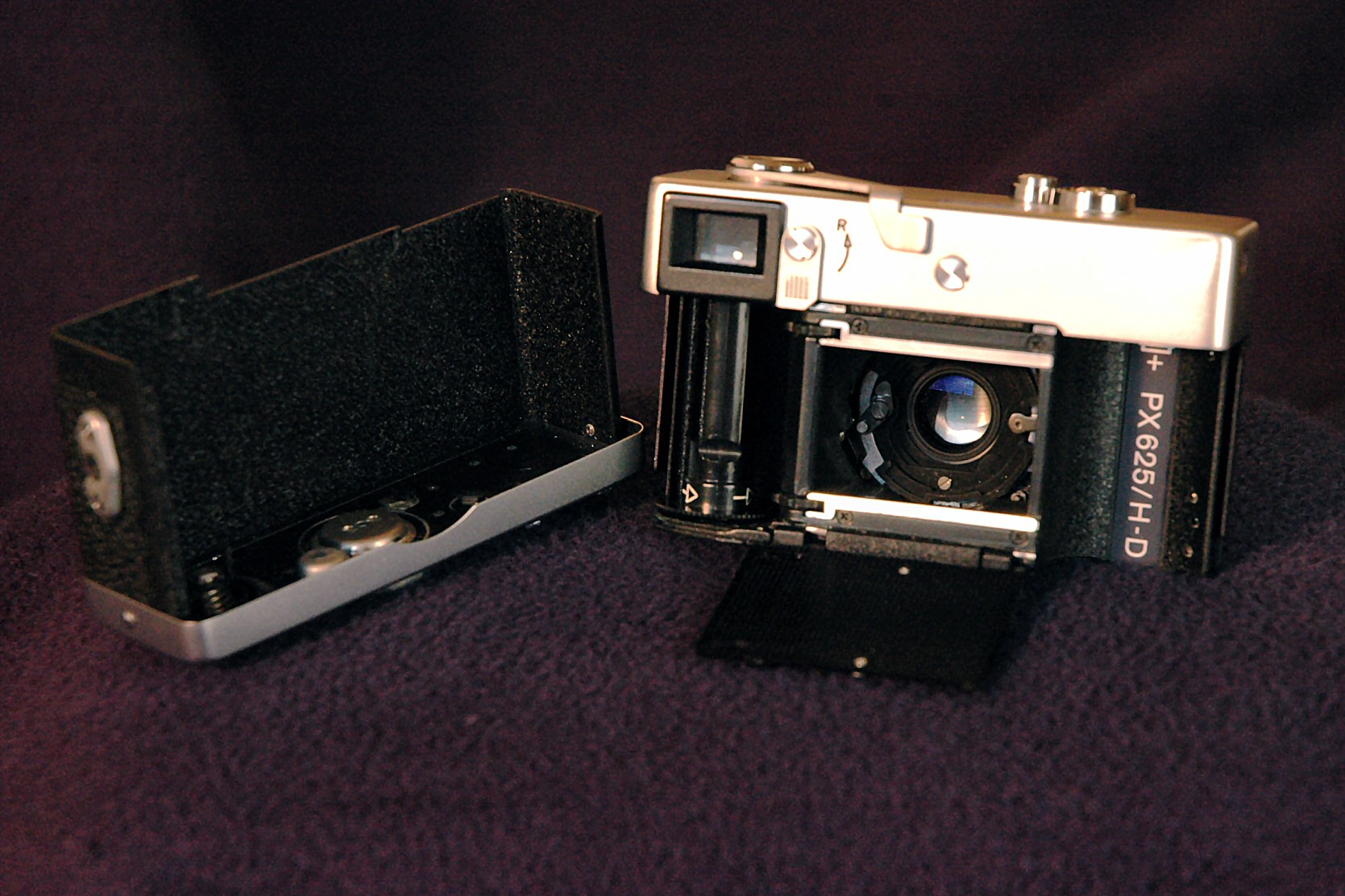
Rollei 35S, geöffnet

Aufgrund des großen Erfolges plante man bereits Ende 1967, ein Luxus- und ein Einsteigermodell der Rollei 35 zu schaffen. Wegen der Produktionsverlagerung nach Singapur (siehe Abschnitt Singapur) kam man aber erst 1971 dazu, Zeiss mit der Berechnung eines Fünflinsers zu beauftragen. Dieses Sonnar ƒ2,8 mit 40 mm Brennweite sollte zum einfachen Einbau in den verschiebbaren Tubus ebenfalls eine Frontlinsen-Entfernungseinstellung aufweisen. Es sollten sich beim Fokussieren nur die beiden vorderen Linsen bewegen. Das fertige Objektiv bildete im Nahbereich aber nicht akzeptabel scharf ab, wodurch sich die Serienfertigung um ein ganzes Jahr verzögerte. Man stoppte das Projekt, und Zeiss konstruierte ein neues Objektiv mit Gesamtverstellung. Der Entwicklungsleiter Reinhold Weiß sagte dazu:

„Wir sind durch diese Maßnahme in eine prekäre Situation mit starken Verlusten gekommen. Für die Mitarbeiter der Entwicklung entsteht die Lehre, künftig auch von Carl Zeiss kommende Objektive rechtzeitig mit größerer Skepsis zu prüfen.“

Die Werkzeuge für den neuen Verschluss baute Prontor in Calmbach. Diese Zeiss-Tochter hatte auch die Fertigung des bisherigen Verschlusses von Compur (ebenfalls Zeiss-Tochter) übernommen.

### Rollei 35 T
Mit der 35 S (für Sonnar) erhielt die bisherige 35 die Bezeichnung 35 T (für Tessar), ohne dass sich sonst etwas an ihr änderte. Eine Jeans-Ausführung mit entsprechender Tasche verwarf man, da der Stoff stark ausfranste.

### Rollei B 35 und C 35

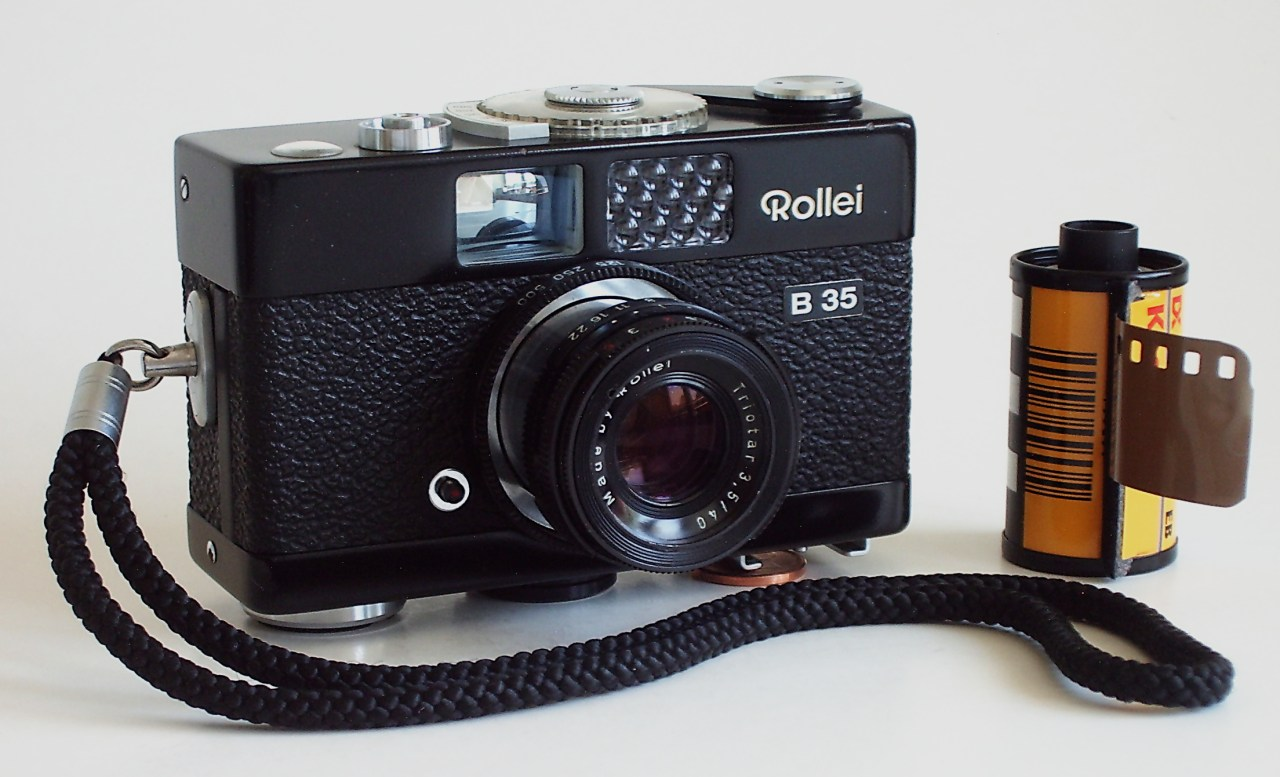
Rollei B 35 in schwarz

Das Einsteigermodell mit dreilinsigen Objektiv Triotar gelangte im Oktober 1969 in den Handel. Ihm gingen zwei Konzepte voraus: Zunächst hatte man bei Compur nach einem Verschluss mit eingeschränkten Zeiten von 1⁄30 s bis 1⁄125 s gefragt, der aber nicht billig genug war. Daraufhin war es zu einem ersten Entwurf mit feststehendem Tubus gekommen. Der lichtdichte Gleittubus musste nämlich fertigungstechnisch aufwendig gedreht werden und gehörte damit zu den teuersten Teilen der Rollei 35. Ein weiterer Entwurf behielt den Gleittubus bei und beschränkte sich auf einen Selen-Belichtungsmesser. Hierzu hatte man schon Anfang 1968 einen flachen Aufsteck-Belichtungsmesser bei Gossen in Auftrag gegeben, und schließlich baute man den Belichtungsmesser doch in die Kamera ein. Diese nannte sich B 35, das Pendant ohne Belichtungsmesser hieß C 35, wobei das ‚B‘ für Belichtungsmesser und das ‚C‘ für Compaktkamera stand. Auch das Innenleben wurde einfacher gehalten. So wurden mehr Kunststoffteile für den Filmtransport verwendet, und auf die Einstellräder am Gehäuse wurde verzichtet: Die Blende war, wie von anderen Kameras gewohnt, direkt am Objektiv zu wählen. Für die Belichtungszeit gab es ein direkt am Gehäuse montiertes Rad, das ebenfalls am Tubus lag. Dadurch stand das eingezogene Objektiv etwas weiter vor als bei der 35 T. Das bisherige Zubehör konnte verwendet werden, es handelte sich um Deckel, Gegenlichtblende mit Steckfassung, Tasche und die Filter mit Gewinde M 25 × 0,5. Insbesondere für den nordamerikanischen Markt sind jeweils etwa 100 Kameras mit grobgenarbter Kunststoffbelederung in den Farben Verkehrsrot, Gelborange, Rehbraun, Stahlblau und Weiß entstanden, diese Ausführungen fanden aber so gut wie kein Interesse, woraufhin sie in keine Preisliste gelangten. Zum Januar 1976 wurde die Rollei B 35 in ‚35 B‘ umbenannt, um der einheitlichen Rollei-Bezeichnung zu folgen.

### Rollei 35 LED

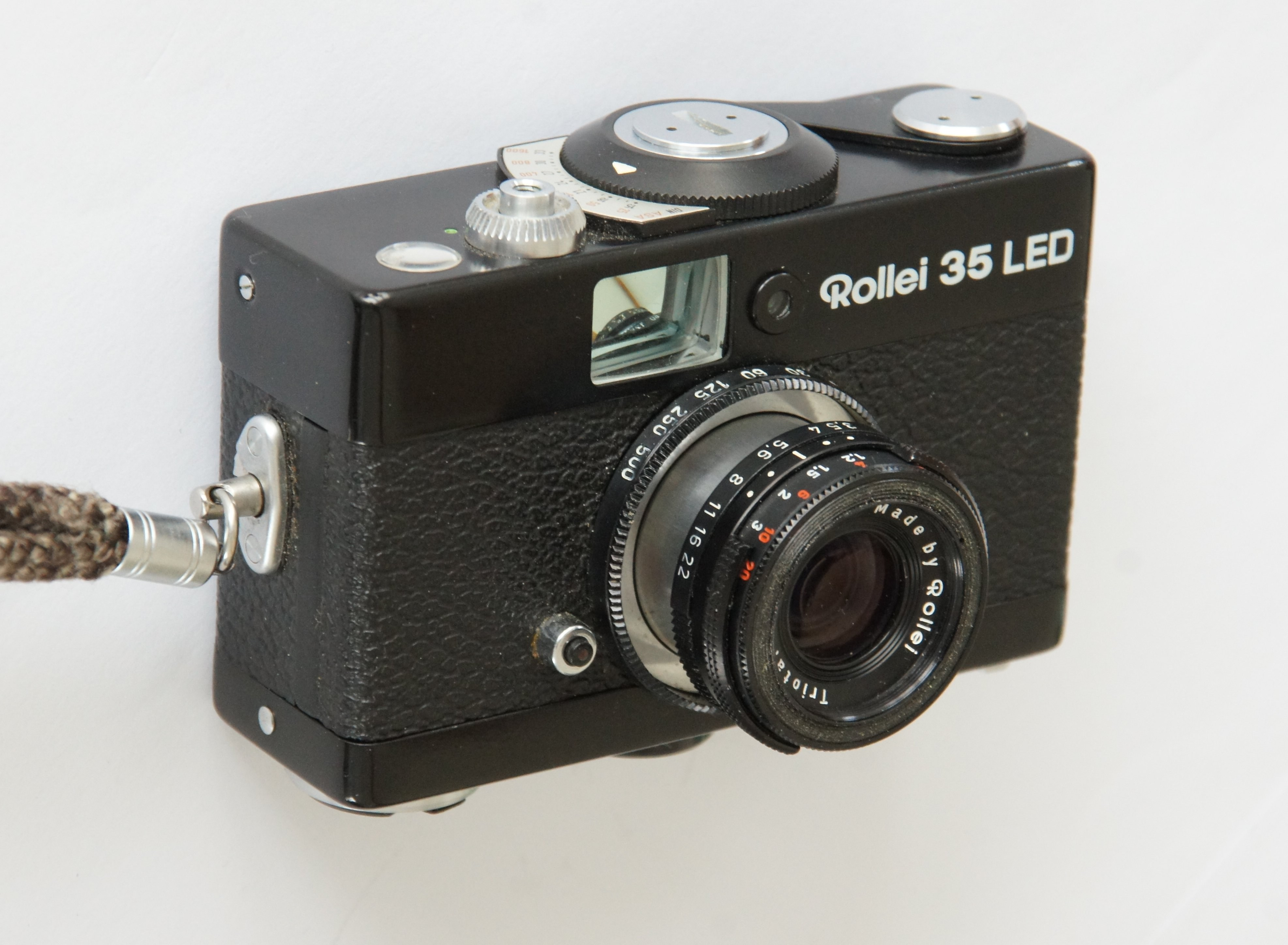
Rollei 35 LED

Rollei Singapur, dort gab es keine eigene Entwicklungsabteilung, hatte in Deutschland die Genehmigung für eine geänderte 35 B eingeholt. Da in Braunschweig der Grundsatz propagiert wurde, die asiatischen Mitarbeiter zu achten, ließ man sie gewähren. So schuf man dort die Rollei 35 LED, bei der eine inzwischen kostengünstig verfügbare Elektronik den Selenbelichtungsmesser ersetzte. Die Modellbezeichnung LED resultierte aus den drei Leuchtdioden im Sucher, die Über-, korrekte und Unterbelichtung anzeigten. Im Oktober 1977 erschien das erste Datenblatt, und im Januar 1978 lief die Nullserie an. Nachteilig an dieser Kamera war, dass die Elektronik bei verpolt eingesetzter Batterie Schaden nahm und der Belichtungsmesser mit einem Schalter dauerhaft aktiviert wurde. Vergaß man das Abschalten, dann hatte dies eine leere Batterie zur Folge, da sich bei 10 mA Stromaufnahme eine Batterielebensdauer von nur 15 h ergab – an dieser Stelle war man in Braunschweig zu unachtsam. Erst im August kam ein verbessertes Modell mit Belichtungsmessung durch Antippen des Auslösers.

### Rollei 35 TE und 35 SE
Bei der ursprünglichen Konstruktion ließ sich die Belichtung nicht im Sucher kontrollieren, man musste die Kamera vom Auge nehmen und das Messwerk auf ihrer Oberseite betrachten. Dies war zwar eigentlich nicht hinderlich, da auch die Entfernungseinstellung (mangels Entfernungsmesser) in dieser Haltung vonstattenging; dennoch gab es bei Rollei schon früh Überlegungen zu einer Belichtungsanzeige im Sucher. Eine Zeigerdarstellung verwarf man aus Platzgründen aber rasch wieder, und eine Darstellung mit Leuchtdioden war zu diesem Zeitpunkt noch nicht möglich. So erschienen erst im Sommer 1979 die beiden Modelle 35 TE und SE, wobei das ‚E‘ für Elektronik stand. Diese Elektronik benötigte mehr Strom und somit eine größere Batterie. Der Typ PX 27 mit 5,6 V fand dort Platz, wo bisher das Messwerk lag, die Leiterplatte mit der Elektronik baute man im ehemaligen Batterieraum ein. Ein zweistufiger Auslöser aktivierte bei leichtem Drücken den Auslöser, dann bildeten die drei Leuchtdioden im Sucher eine Leuchtwaage, mit der man die passende Kombination aus Blende und Zeit finden konnte. Dieses System funktionierte einwandfrei, dennoch sind die früheren Modelle heute gefragter.

### Rollei 35 SA und 35 System (Prototypen, die nicht mehr in Serie gingen)
Im Herbst 1979 begannen umfangreiche Änderungen bei der Konstruktion der Rollei 35; sie sollte nun entsprechend der Konkurrenz eine automatische Belichtungssteuerung erhalten. Hierzu sah man eine Blendenautomatik vor, das bisherige Zeiteinstellrad erhielt deswegen nur noch die Positionen Automatik, mehrstufige Belichtungskorrektur und Blitzsynchronzeit. Dafür konnte der vollmechanische Verschluss nicht mehr verwendet werden, weswegen eine Konstruktion mit Haltemagnet folgte, die auch die Belichtungszeit von 0,5 s auf 2 s ausdehnte. Da für eine konventionelle Elektronik nicht genügend Platz bereitstand, ließ man einen maskenprogrammierten IC entwerfen, der sämtliche Funktionen steuerte. Für einen Mischbildentfernungsmesser im Sucher reichte der durch die entfallende Mechanik neu gewonnene Platz gerade so eben aus, er musste aber sehr präzise gefertigt werden. Schließlich sah sich Singapur dazu doch nicht in der Lage, woraufhin er wieder entfiel. Im Blitzschuh gab es einen der beiden Steuerkontakte des Beta 5 F vom SL-35-System. Damit konnte die Blitzbereitschaft im Sucher angezeigt werden. Ursprünglich erwog man sogar, für die Rollei 35 ein eigenes Blitzsystem zu entwickeln.
Am 10. April 1982 stoppte Otto Stemmer das Projekt. Nachdem er aber von den zahlreichen bereits erstellten Werkzeugen für die neue Kamera erfahren hatte, ging die Entwicklung am 21. April weiter. Nun sollten aber nur noch weitere Werkzeuge für die Funktionsteile geschaffen werden: Obwohl die Absprachen nur gemeinsame Entscheidungen vorsahen, entschied sich Stemmer im Alleingang für ein neues Gehäuse. Hierfür bat er die Designerin Vivian Grey, mit der er schon bei Agfa zusammengearbeitet hatte, um ein zeitgemäßes Erscheinungsbild. So kam es zu einem Kunststoffgehäuse mit großen Abrundungen, das viel mehr den Eindruck einer billigen Einfachkamera vermittelte denn feinmechanischer Präzision. Stemmer gab am 15. Mai 1982 die Designmodelle frei und verlegte die Markteinführung von April auf Januar 1982 vor, obwohl sieben Monate für Konstruktion, Werkzeugfertigung und Produktionsanlauf keinesfalls ausreichten. Auch blieb die Finanzierung der zusätzlichen Kosten für das neue Gehäuse ungewiss. Das Vergleichsverfahren beendete dann alle Arbeiten für eine neue Rollei 35.
Parallel zur 35-SA-Entwicklung schuf man auch Pläne für ein Rollei-35-System, es handelte sich um eine neue Rollei 35 im Kunststoffgehäuse mit wertvoller Anmutung, an die sich ein Motorantrieb, eine Datenrückwand und zwei verschieden große Systemblitzgeräte ansetzen ließen. Um auf einen Motor und eine größere Batterie verzichten zu können, fuhr das Objektiv unverändert manuell aus, allerdings ähnlich der Minox 35 mit Bewegen einer – hier allerdings zweigeteilten – Schutzklappe. Die Belichtungsdaten zeigte ein LC-Display mitsamt der Entfernungseinstellung im Sucher an.

## Erneute deutsche Produktion

### Rollei 35 Special Edition
Der Neubeginn am 1. Januar 1982 mit der Rollei Fototechnic sah nur eine Profi-Linie vor; dennoch hatte man die Unterlagen zur Rollei 35 nicht vernichtet. Norbert Platt, der Geschäftsführer von 1982 bis 1987, konnte sich sehr für die kleine Kamera begeistern und nahm sie dann auch wieder ins Programm auf. Zunächst legte man eine Special Edition mit platinbeschichteten Kappen auf, deren 444 Exemplare aus noch im Lager vorhandenen Teilen entstanden. Den Alleinvertrieb dieser Kameras übernahm das Kölner Fotogeschäft Hansa-Foto.

### Rollei 35 Classic
Auf der photokina 1990 wurde die Rollei 35 classic, eine Kleinserie einschließlich Blitzgerät, für 2200 DM vorgestellt.
Für eine erneute Produktion konnte man die aus Singapur zurückgekehrten Werkzeuge günstig kaufen – die Rollei 35 bestand aus 580 Teilen, von denen 185 den Verschluss betrafen. Der Konkursverwalter hatte zunächst versucht, sie an andere Firmen abzugeben, es bestand aber nirgends Interesse, so dass sie an einen Schrotthändler gingen. Von diesem gelangten sie dann in den Besitz der Rollei Fototechnic. Es handelte sich allerdings um die Werkzeuge für die Kameras mit Leuchtdiodenanzeige im Sucher. Da diese Anzeige weniger beliebt war, konstruierte man wieder eine Kamera mit Zeigerinstrument. Eine weitere Neuerung war der Blitzschuh oben auf dem Gehäuse. Den Verschluss fertigte die Schneider Feinwerktechnik in Dresden. Den ersten Modellen lag eine Tasche mit dem Muster Relief Noir des Münchner Modeherstellers MCM bei, da das steife Material aber größer geschnitten werden musste, gab man dies wieder auf.

### Rollei 35 Metric
Für das Metric-System ist im Frühjahr 1991 auch eine Rollei 35 erschienen, die passend für den Anwendungszweck in einer größeren und wasserdichten Kunststoff-Box geliefert wurde. In ihr befand sich unmittelbar vor der Filmebene eine Gitterscheibe, die 5 Zeilen mit je 7 Gitterkreuzen auf den Film abbildete, die für die spätere Auswertung dienten. Die 35 Metric ist im Werk speziell kalibriert worden, wobei man die Entfernungseinstellung auf unendlich fixierte, da diese natürlich einen Einfluss auf die Maßgenauigkeit nimmt, auch konnte man das Objektiv nicht einschieben. Den Kameras lag ein Prüfprotokoll bei, das die radialsymmetrische Verzeichnung aufführte.

## Rollei 35 heute
Die Modelle mit CdS-Belichtungsmesser ohne LED-Anzeige, also 35, 35 T und 35 S benötigten eine quecksilberhaltige Knopfzelle vom Typ PX 625 mit 1,35 V, die aus Umweltschutzgründen nicht mehr hergestellt wird. Kompatible Ersatztypen sind Zink-Luft-Batterien mit 1,35 V, die aber nur ungefähr vier Wochen Lebensdauer nach Aktivierung besitzen. Darüber ist es möglich, die Kamera auf die quecksilberfreie Alkali-Mangan-Batterie LR 9 bzw. PX 635 U (mit 1,5 V) umrüsten zu lassen. Ohne Umrüstung würde es beim Betrieb mit 1,5 V zu einer Fehlbelichtung von ca. 2 bis 3 Blendenwerten kommen. Bereits die letzten Rollei-35-Classic-Kameras wurden werksmäßig für 1,5-V-Batterien ausgelegt und mit dem Batterietypenschild LR9 versehen. Für die spätere 35SE/TE wird die nicht mehr erhältliche 5,6V PX27 benötigt, wie sie auch in der Minox 35 Verwendung fand. Ohne Umrüstung kann hier die PX 27A verwendet werden. Die 6-Volt-Spannung dieser Batterie hat keinen Einfluss auf die angezeigten Werte.
Die Rollei 35 wurde als Rollei 35 Classic von DHW Fototechnik, dem Nachfolgeunternehmen von Franke & Heidecke, in Kleinserie, hergestellt. DHW – Fototechnik ist seit September 2014 insolvent.

## Modelle

### Reguläre Modelle
| Modellbezeichnung  | Produktionszeitraum     | Objektiv | Verkaufspreis                                                                           | Stückzahlen                                                                                      | Bemerkung |
| ------------------ | ----------------------- | --- | --------------------------------------------------------------------------------------- | ------------------------------------------------------------------------------------------------ | --- |
| Rollei 35 Urmodell | Anf. 1967 bis Aug. 1974 | - Tessar ƒ3,5; 40 mm - Jul. 1972 bis Apr. 1973 auch mit S-Xenar von Schneider (nicht im deutschen Katalog angeboten) | - 487 DM schwarz eloxiert 537 DM - Singapur-Modelle: 460 DM schwarz eloxiert 520 DM     | - Made in Germany: 312.000 - Made in Singapore: 185.000 zzgl. 30.000 mit S-Xenar                 | |
| Rollei 35 S        |                         | Sonnar ƒ2,8; 40 mm                                                                                                   | 1976: 470 DM, 496 DM (schwarz eloxiert)                                                 | 260.000                                                                                          | |
| Rollei 35 T        | Sep. 1974 bis Feb. 1980 | Tessar ƒ3,5; 40 mm                                                                                                   |                                                                                         | 440.000                                                                                          | Zur besseren Unterscheidung von der 35 S umbenanntes Urmodell                                                  |
| Rollei 35 TE / SE  | Nov. 1979 bis Sep. 1981 | Tessar / Sonnar | - 298 DM / 398 DM - Abverkauf Mitte 1982: 248 DM / 298 DM - Abverkauf Ende 1983: 198 DM | Tessar: 120.000 / Sonnar: 150.000                                                                | - Belichtungsmessung: mit LED-Anzeige im Sucher - Anderer Batterietyp: PX27, Batteriefach von außen zugänglich |
| Rollei B 35 / 35 B | Okt. 1969 bis Anf. 1978 | Triotar ƒ3,5; 40 mm                                                                                                  | 255,30 DM                                                                               | - Made in Germany: 78.000 (stets silber) - Made in Singapore: 95.000 (silber), 118.000 (schwarz) | Belichtungsmesser: mit Selenzelle                                                                              |
| Rollei C 35        | Okt. 1969 bis Anf. 1971 | Triotar ƒ3,5; 40 mm                                                                                                  | 222,90 DM                                                                               | 9.200 (nur in Deutschland produziert)                                                            | Belichtungsmesser: ohne                                                                                        |
| Rollei 35 LED      | Jan. 1978 bis Ende 1980 | Triotar ƒ3,5; 40 mm                                                                                                  | 229 DM                                                                                  | 157.500                                                                                          | Belichtungsmesser: Siliziumzelle, Anzeige mit 3 Leuchtdioden (LED)                                             |

### Sondermodelle
| Modellbezeichnung                | Produktionszeitraum     | Objektiv          | Verkaufspreis | Stückzahlen                  | Belederung Gehäuseklappen Besonderheiten                                                       | Anlass                                       |
| -------------------------------- | ----------------------- | ----------------- | ------------- | ---------------------------- | ---------------------------------------------------------------------------------------------- | -------------------------------------------- |
| Rollei 35 Gold                   | Nov. 1970 bis Ende 1971 | Tessar ƒ3,5 40 mm | 1.100 DM      | 1.500                        | - helles Eidechsleder - 24-karätige Goldauflage                                                | 50 Jahre Rollei-Werke Franke & Heidecke GmbH |
| Rollei 35 S Silber               | 1978 (Erscheinungsjahr) | Sonnar ƒ2,8 40 mm |               | 3.000 zzg. 1.500 für die USA | - silberfarben - Gravurplättchen für den Besitzernamen USA-Modelle zusätzlich mit Lorbeerkranz | 1 Mio. Rollei 35                             |
| Rollei 35 S Gold                 | 1980 (Erscheinungsjahr) | Sonnar ƒ2,8 40 mm |               | 1.500                        | - Krokodilleder - 24-karätige Goldauflage - krokolederner Bereitschaftsbeutel                  | 60-jähriges Bestehen der Firma Rollei        |
| Rollei 35 Platin Special Edition | Sep. 1986 bis Apr. 1987 | Sonnar ƒ2,8 40 mm | 2.600 DM      | 444                          | - Eidechsenleder - platinbeschichtet                                                           | 20 Jahre Rollei 35                           |

### Classic-Modelle
| Modellbezeichnung                                  | Produktionszeitraum                            | Objektiv          | Verkaufspreis                                                | Stückzahlen                    | Gehäuse Gehäuseklappen | Bemerkung                                          |
| -------------------------------------------------- | ---------------------------------------------- | ----------------- | ------------------------------------------------------------ | ------------------------------ | --- | -------------------------------------------------- |
| Rollei 35 Classic Titan                            | Okt. 1990 bis Ende 1996                        |                   | 1.998 DM 2.197 DM (mit Blitzgerät)                           | 6.480                          | - platinierte Bleche anstatt Belederung - platinbeschichtet                                                                |                                                    |
| Rollei 35 Classic Platin und Schwarzmetallic       | Mai 1992 bis Ende 1995 (schwarz) 1997 (Platin) | Sonnar ƒ2,8 40 mm | 2.998 DM (silber) 3.600 DM (schwarz) (mit Blitzgerät)        | 1.120 (silber) 1.620 (schwarz) | - platinierte Bleche anstatt Belederung - platinbeschichtet bzw. schwarz                                                   |                                                    |
| Rollei 35 Metric                                   | seit Apr. 1991                                 |                   | 5.180 DM                                                     |                                | | speziell kalibriertes Modell für das Metric-System |
| Rollei 35 Classic Gold                             | Sep. 1992 bis Okt. 1993                        | Sonnar ƒ2,8 40 mm | 4.598 DM (mit Blitzgerät)                                    | 500                            | - vergoldete Bleche anstatt Belederung - vergoldet                                                                         |                                                    |
| Rollei 35 Classic Jubiläumsausgabe 75 Jahre Rollei | Jan. bis Dez. 1995                             | Sonnar ƒ2,8 40 mm | 6.500 DM (mit Blitzgerät + Jubiläumsbuch von Claus Prochnow) | 900                            | - mattgelbvergoldete Bleche anstatt Belederung - gelbvergoldete Bleche                                                     |                                                    |
| Rollei 35 Royal                                    | Jan. 1997 bis Dez. 1998                        | Sonnar ƒ2,8 40 mm | 9.950 DM (mit Blitzgerät)                                    | 200                            | - Bleche mit blauglänzender Urushi-Lackierung anstatt Belederung, viele vergoldete Teile - blauglänzende Urushi-Lackierung |                                                    |

## Rollei 35 RF
2002 vermarktete Rollei einem neuen Trend zu Messsucherkameras folgend die 35 RF. Sie ist allerdings weder bei Rollei entwickelt worden, noch basierte sie in irgendwelchen Teilen auf den früheren Rollei-35-Modellen. Vielmehr handelte es sich um eine von Cosina gebaute Variante von deren Messsucherkameras Bessa Rx, die als Voigtländer Bessa R2 vertrieben wurde. Sie verfügt, wie die Voigtländer Bessa Rx und die Zeiss-Ikon-Kameras von Cosina, über ein Wechselbajonett mit Leica-M-Anschluss. Rollei bot drei eigene, von Zeiss entwickelte und gebaute Objektive an. Die Produktion ist mittlerweile eingestellt worden, die Verbreitung der Kamera erscheint gering.

## Patente
- DE 1522254A „Photografische Rollfilmkamera mit ausziehbaren Objektivtubus“ (Anmeldetag: 30. August 1966)
- DE 1522254A „Photografische Rollfilmkamera“ (Anmeldetag: 4. Juni 1965)